# Sérénade KV 203
Sérénade Colloredo

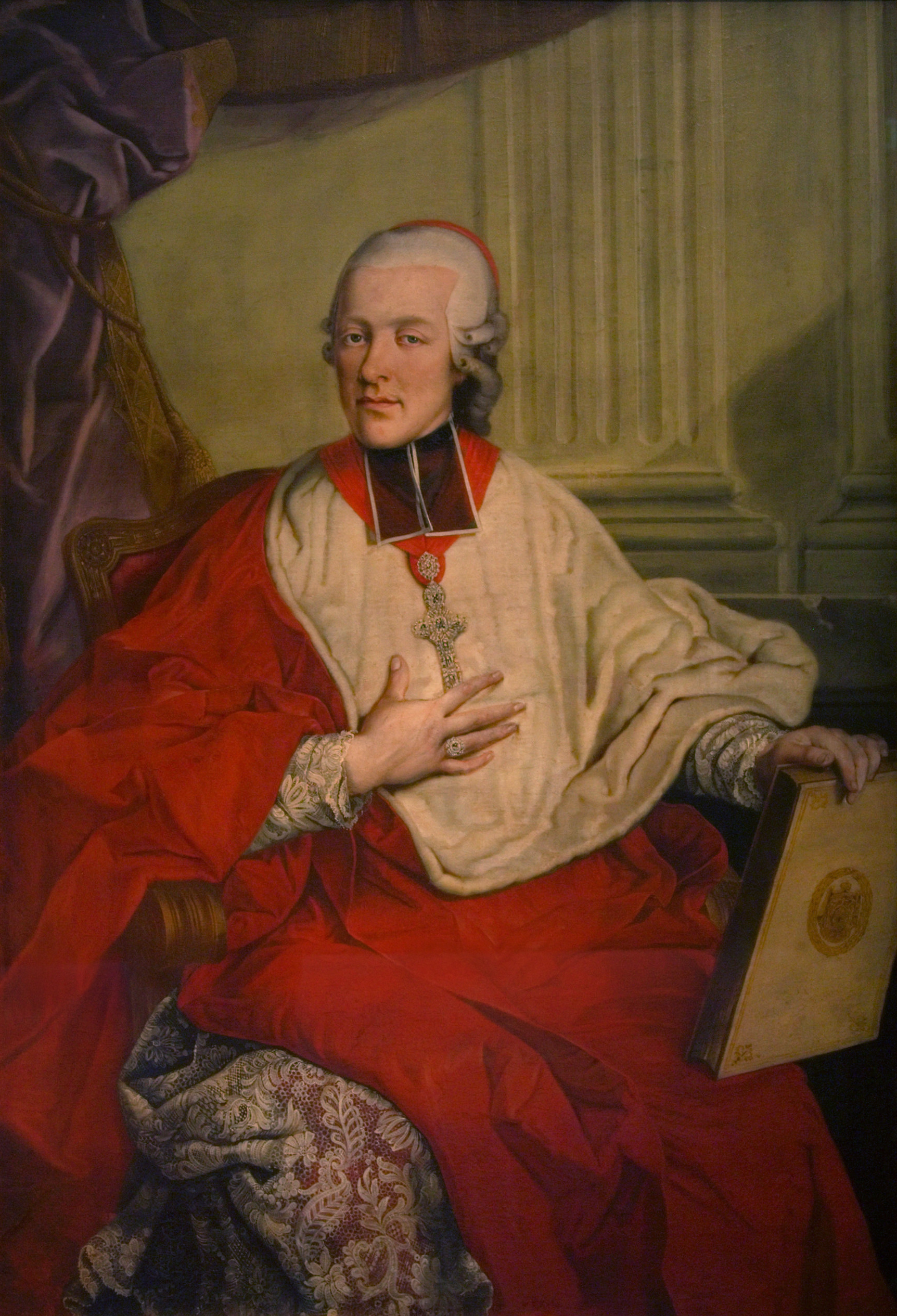
Comte Hieronymus von Colloredo, qui a donné son surnom à la Sérénade K. 203

La Sérénade no 4 en ré majeur KV 203/189b, a été écrite par Wolfgang Amadeus Mozart à Salzbourg, en août 1774.
La composition est connue très souvent comme la Sérénade Colloredo. Ce surnom provient du nom de Hieronymus von Colloredo Prince-Archevêque de Salzbourg, pour qui Mozart travaillait.

## Structure
La sérénade comprend huit mouvements:
1. Andante maestoso, en ré majeur, à  ➜ Allegro assai (mesure 8), 151 mesures, 2 sections répétées 2 fois (mesures 8 à 61, mesures 62 à 151).
2. Andante, en si bémol majeur, à 
, 89 mesures
3. Menuetto, en fa majeur) et Trio (en si bémol majeur), à 
, 20 + 28 mesures, violon soliste dans le Trio.
4. Allegro, en si bémol majeur, à , 157 mesures.
5. Menuetto en ré majeur) et Trio (en la majeur), à 
, 30 + 30 mesures.
6. Andante, en sol majeur, à 
, 87 mesures, 2 sections répétées 2 fois (mesures 1 à 31, mesures 32 à 75) + Coda (mesures 76 à 87).
7. Menuetto, en ré majeur et Trio (en ré mineur), à 
, 48 + 24 mesures
8. Prestissimo, en ré majeur, à 
, 276 mesures, 2 sections répétées 2 fois (mesures 1 à 109, mesures 110 à 262) + Coda (mesures 263 à 276).

Durée de l'interprétation : environ 47 minutes
La marche en ré majeur  KV 237 (189c)  est utilisée comme introduction.

## Instrumentation
| Instrumentation de la Sérénade. |
| Cordes |
| premiers violons, seconds violons, altos, violoncelles, contrebasses violon soliste dans l'Andante, dans le premier Trio, dans l'Allegro |
| Bois |
| 2 hautbois 2 bassons 2 flûtes dans le second Menuet                                                                                      |
| Cuivres |
| 2 cors en la 2 trompettes en ré |